# Araceli Gilbert
Araceli Gilbert (Guayaquil, 6 dicembre 1913 – Quito, 7 febbraio 1993) è stata una pittrice ecuadoriana, figlia del dottor Abel Gilbert Pontón e della signora Leonor Elizalde Bolognesi.
La madre ha avuto un ruolo molto importante nel promuovere la sua carriera artistica, e il padre l'ha sostenuta economicamente per i suoi studi professionali. Secondo lo storico Efrén Avilés Pino, la sua formazione artistica iniziò nel 1936 all'Accademia di Belle Arti di Santiago del Cile guidata dai maestri Hernán Gazmuri e Jorge Caballero, due degli artisti più rappresentativi del Cile. Nel 1942, già a Guayaquil, imparò dal grande pittore espressionista tedesco Hans Michaelson, che fu suo maestro tra il 1942 e il 1943. Più tardi, nel 1944, si recò a New York per frequentare la Scuola di Belle Arti di Amédée Ozenfant, uno dei co-fondatori del purismo. Araceli fu molto attiva nel mondo dell'arte ecuadoriana e durante gli anni '50 espose le sue opere. L'arte ecuadoriana, che enfatizzava l'elemento maschile e quello indigeno, cominciò a mostrare una posizione femminista.
Venne considerata dalla storica Jacqueline Barnitz come "la madre della pittura formalista astratta in Ecuador", per la sua tendenza costruttivista (astrazione geometrica) appresa durante il suo soggiorno in Europa. Gilbert ha inteso il costruttivismo come un sistema di segni e valori plastici utilizzati per esprimere le proprie emozioni e li ha combinati con la cultura ecuadoriana e latinoamericana.
È stata un'artista innovativa e una delle prime del movimento pittorico in Ecuador negli anni '40.

## Biografia
Nacque a Guayaquil il 6 dicembre 1913 in una famiglia agiata; ciò le permise di studiare sia nel paese che all'estero.
Nel 1936 si iscrisse alla Scuola di Belle Arti di Santiago del Cile, studiando con Jorge Caballero e Hernán Gazmuri, rinomati animatori della ribellione plastica cilena che divenne poi il gruppo Montparnasse.
Nel 1942, tornò a Guayaquil per studiare con Hans Michaelson. Attraverso Michaelson, Gilbert imparò a conoscere l'espressionismo europeo; il suo lavoro di questo periodo fu in gran parte figurativo. In questo periodo Gilbert faceva anche parte di un gruppo intellettuale di Guayaquil conosciuto come la "Società degli scrittori e artisti indipendenti".
Nel 1943 finì la sua tesi in Pittura, Scultura e Storia dell'Arte alla Scuola di Belle Arti di Guayaquil. Poco dopo, Gilbert si trasferì a New York, dove studiò alla Ozenfant School of Art come discepola di Amédée Ozenfant, uno dei padri del purismo post-cubista, compiendo un passo importante verso lo sviluppo del proprio stile.
Nel 1946, alla fine della Seconda Guerra Mondiale, tornò in Ecuador e si trasferì nella sua capitale, Quito.
Nel 1950, in un viaggio a Parigi, entrò in contatto con Auguste Herbin, che nel 1931 aveva creato il gruppo Abstracción-Creación. Sotto la guida di Herbin, Gilbert imparò a combinare concetti geometrici e astratti, sottoponendoli al rigore matematico.  Gilbert partecipò all'Anti-biennale ispano-americano organizzato da Picasso, così come a diverse mostre collettive, come il Salon des réalités nouvelles.
Nel 1951 e 1952, Araceli lavorò come assistente di Jean Dewasne e Edgar Pillet. Tuttavia, nessuno dei due influenzò i suoi concetti pittorici. Colui che finì per influenzarla fu uno dei mentori del gruppo Abstracción-Creación, Auguste Herbin.
Nel 1953 seguì un corso di tecnica pittorica con l'artista astratto Jean Dewasne.
Nel 1954, presentò una mostra personale alla Galerie Arnaud di Parigi con un album di litografie, con una prefazione di Léon Dégand.
Nel 1955, tornò da Parigi e sposò lo scrittore, fotografo ed esploratore svedese Rolf Blomberg.
Nel 1960, vinse il secondo premio al IV Salón de Octubre di Guayaquil. L'anno seguente vinse il Primo Premio di Pittura al Salone Mariano Aguilera di Quito. A questo punto Araceli aveva consolidato il suo stile, che stava raggiungendo il suo splendore. Allestì diverse mostre individuali e partecipò alle più importanti mostre collettive del paese. Ha anche rappresentato l'Ecuador alla Biennale di San Paolo in Brasile, alla Biennale dell'Avana a Cuba e alla Biennale Coltejer a Medellin, Colombia.
Nel 1989, il governo ecuadoriano le ha assegnato il Premio Nazionale di Cultura, Premio Eugenio Espejo. Il mondo di Araceli Gilbert si esprime in colori e forme; il suo viaggio attraverso l'Ecuador e il suo interesse per altre rappresentazioni della realtà è parte del suo lavoro. La storia di Araceli Gilbert con la pittura inizia nell'accademia di pittura dello spagnolo José María Roura Oxandaberro, in un appartamento nel centro di Guayaquil, situato in via Boyacá, tra Clemente Ballén e 10 de Agosto, quando aveva 19 anni. Quattro anni dopo passò dai disegni di Roura Oxandaberro ai paesaggi impressionisti di Jorge Caballero e alla modernità proposta da Hernán Gazmuri quando fu mandata dal padre a studiare alla Scuola di Belle Arti di Santiago del Cile. Ritornò a Guayaquil nel 1942 e studiò alla Scuola di Belle Arti, che era diretta dal professor Hans Michaelson, un tedesco che influenzò fortemente il lavoro pittorico della città, dal quale imparò le forme dell'espressionismo europeo. Secondo l'archivio di Blomberg, in cui si racconta parte della sua vita, le opere di questo periodo mostrano Araceli cautamente incline al figurativismo, un genere in cui si distingue come la prima pittrice figurativa in Ecuador. Anche in quel periodo faceva parte dell'élite intellettuale di Guayaquil, con suo cugino Enrique Gil Gilbert e sua moglie, Alba Calderón. Insieme sono parte attiva della Società degli scrittori e degli artisti.

## Opere
La sensibilità espressa nelle opere della Gilbert proviene dalla sua infanzia, dove esemplifica che dopo essere rimasta orfana trova la sua liberazione e pace nella pittura. Araceli si distingue all'interno delle tradizioni pittoriche ecuadoriane, che ancora oggi sono radicate nell'indigenismo pittorico. Anche se Gilbert è stata nominata come un'artista non ecuadoriana, il suo stile artistico ha dominato l'epoca. Inoltre, a causa dell'estetica della sua arte, dove ha dimostrato una mente aperta e un modo diverso di pensare, il sincretismo potrebbe essere chiaramente visto in molte delle sue opere.
Gilbert è considerata una delle figure artistiche più importanti dell'Ecuador del ventesimo secolo, per essere la prima ecuadoriana che pittoricamente fa parte del costruttivismo in pittura. La sua arte inviava un messaggio chiaro ed evidente agli spettatori, il che rendeva le sue opere esteticamente apprezzate per l'immersione nella sua cultura e morale. Per Mireya Salgado Gómez i colori vitali usati da Araceli sono il suo contributo al movimento costruttivista: una tavolozza chiaramente influenzata dai motivi indigeni andini e dalle tinte tropicali della costa ecuadoriana.
Le sue opere sono anche un esempio dello spirito indipendente e ribelle di Araceli, che riappare in Ecuador in un'epoca in cui l'influenza indigena era molto forte nelle arti. Con la sua arte è andata oltre le tendenze stabilite, definendosi in uno stile inquadrato nell'astrattismo geometrico. Altri vogliono identificarla con uno stile più femminista a causa dello stile di vita che conduceva; tuttavia, non era una femminista e non pensava che, poiché era una donna, dovesse avere privilegi o svantaggi.
Un altro dei quadri che finora riceve molte recensioni positive è Manhattan, "di colore sobrio e verticalità decisa", del 1985, acrilico su tela.
Nel 1955 ci fu la prima mostra di Gilbert in Ecuador. Vinse molti premi nel paese, tra cui i premi Mariano Aguilera ed Eugenio Espejo.
Nel 1950, la composizione delle sue opere rifletteva la sua estrema dedizione in ogni dipinto per creare un'opera perfetta; Araceli imparò i concetti di concretismo con l'aiuto e la guida del pittore Auguste Herbin. Conoscenza con la quale impara a maneggiare concetti geometrici e astratti focalizzati sulla realizzazione di opere che abbandonano il superfluo per ottenere un concetto più puro.
Nel 1953 tiene la sua prima mostra personale alla Galleria Raquel Arnaud (Vila Madalena, San Paolo); le opere ivi esposte rivelano una grande maturità professionale e artistica; sono anche raccolte in un album di sei litografie del danese Sorensen. Riconosciuta per le sue opere astratte geometriche, una delle sue opere più emblematiche è Manhattan; evidenziata dai suoi tratti e colori forti ispirati alla vita tropicale di Guayaquil. Attualmente, questa rappresentazione artistica fa parte del murale laterale della Casa de la Cultura Ecuatoriana in omaggio al suo duro lavoro e in commemorazione del suo 100º compleanno.
A seguire, le opere più importanti di questa artista ecuadoriana:
- Donna seduta (Mujer sentada). Santiago del Cile, Olio su tela 41,5 x 81,5 cm. (1936-37)
- Testa indiana (Cabeza de india). Olio su tela 50 x 37 cm. (1943)
- Composizione con maschere (Composición con máscaras). Olio su tela (1946)
- Collinette (Lomas). Olio su tela (1946)
- Caricatore (Cargador). Olio su tela 38 x 50 cm. (1947)
- Dal mare (Del mar). Olio su tela (1947)
- Composizione sintetica (Composition synthese). Olio su tela (1950)
- Forme in equilibrio (Formas en equilibrio). Olio su tela (1952)
- Ritmi Colorati (Rythmes Colorés). Olio su tela 73 x 100 cm. (1952)
- Senza titolo. Olio su tela 43 x 52 cm. (1953)
- Lironda rosa. Olio su tela (1953)
- Tutto combacia (Tout se tient). Olio su tela (1953)
- Costruzione nello spazio (Construction dans l'espace). Olio su tela 100 x 73 cm. (1953)
- Miraggio (Mirage). Olio su tela (1955)
- Composizione in cemento (Konkret komposition). Olio su tela 28 x 39 cm. (1955)
- Variazioni in rosso (Variaciones en rojo). Olio su tela (1955)
- Variazioni in rosso II (Variaciones en rojo II). Olio su tela (1955)
- Freddezza (Frialdad). Olio su tela (1958)
- Soggetto su bianco (Tema sobre blanco). Olio su tela (1958)
- Omaggio ad Anton Webern (Homaje a Anton Webern). Olio su tela (1961)
- Requiem per Sidney Bechet (Réquiem por Sidney Bechet). Olio su tela (1963)
- Composizione (Composición). Olio su tela 100 x 82 (1971)
- Modulare III (Modular III). Olio su tela (1977)
- In lode al cerchio (Elogio al círculo). Olio su tela (1978)
- Diagonale III (Diagonal III). Acquaforte 52 x 49 cm (1979)
- Manhattan. Olio su tela (1985)

## Morte
Lo storico dell'arte Jorge Oña la considera una delle figure più eccezionali e, soprattutto, un'artista in anticipo sui tempi, che ha plasmato quello che sarebbe stato il futuro della pittura ecuadoriana. Gilbert morì 38 anni dopo il suo ritorno in Ecuador (Quito), il 17 febbraio 1993, dove dovette stabilirsi a causa dei problemi di salute del marito nel 1993.